# Origin (Film)
Origin (dt.: „Herkunft“) ist ein US-amerikanischer Spielfilm von Ava DuVernay aus dem Jahr 2023. Bei dem Drama handelt es sich um eine Verfilmung des Sachbuchs Caste: The Origins of Our Discontents (dt. Titel: Kaste – Die Ursprünge unseres Unbehagens) von Isabel Wilkerson. Die Hauptrolle übernahm Aunjanue Ellis-Taylor. Das Werk wurde beim Filmfestival von Venedig uraufgeführt.

## Handlung
Der Film handelt von der US-amerikanischen Gesellschaft, in der Rassismus durch ein Kastensystem systematisch gefördert wird.

## Veröffentlichung und Rezeption
Die Premiere fand am 6. September 2023 bei den 80. Filmfestspielen von Venedig statt, wo der Film in den Hauptwettbewerb eingeladen wurde.
Auf der Website Rotten Tomatoes wurde Origin von 82 Prozent der Kritiker weiterempfohlen. Dies führte zu einer Durchschnittswertung von 7,4 von 10 möglichen Punkten. Auf der Website Metacritic wurde DuVernays Regiearbeit ein Metascore von 75 von 100 möglichen Punkteni zuteil, basierend auf knapp zwei Dutzend ausgewerteten englischsprachigen Kritiken. Dies entspricht im Allgemeinen positive Rezensionen („Generally Favorable“ Reviews).

## Auszeichnungen
Für Origin erhielt DuVernay eine Einladung in den Wettbewerb um den Goldenen Löwen, den Hauptpreis des Filmfestivals von Venedig. Sie ist die erste afroamerikanische Regisseurin, der diese Ehre zuteilwurde. Bei den Gotham Awards 2023 erhielt Aunjanue Ellis eine Nominierung als Beste Hauptrolle.